# NBA 2K (serie)
La serie NBA 2K es una serie de videojuegos de baloncesto desarrollada y publicada anualmente. Desde 1999 a 2001, la serie NBA 2K era exclusiva para la Sega Dreamcast. La serie fue originalmente publicada por Sega, bajo la etiqueta de Sega Sports y ahora es publicada por 2K Sports. Todos los juegos de la franquicia han sido desarrollados por Visual Concepts. Su principal competidor en el mercado fue la serie NBA Live de EA Sports.

## Historia
NBA 2K11 fue la primera entrega de la franquicia en tener soporte para pantallas 3D, aunque esta característica se puso a disposición a través de una actualización solo para las versiones de PlayStation 3 y Xbox 360. NBA 2K12 se convirtió en el primer juego de la serie en tener "incorporado" apoyo de 3D para PlayStation 3 y Xbox 360, y el primero en incluir controles de movimiento utilizando el PlayStation Move. NBA 2K14 se convirtió en el primer juego de la serie en salir al mercado junto con la nueva generación de consolas.
La gran novedad en NBA 2K15 permite a los jugadores escanear su propia cara para poder hacer su experiencia de juego mucho más real. Esta característica es exclusivamente para los jugadores de next-gen (PlayStation 4 y Xbox One).

## Juegos
| Título   | Desarrollador   | Distribuidor | Plataforma                                                                                       | Lanzamiento               | Portada                                                                            |
| -------- | --------------- | ------------ | ------------------------------------------------------------------------------------------------ | ------------------------- | ---------------------------------------------------------------------------------- |
| NBA 2K   | Visual Concepts | Sega         | Dreamcast                                                                                        | 10 de noviembre de 1999   | Allen Iverson                                                                      |
| NBA 2K1  | Visual Concepts | Sega         | Dreamcast                                                                                        | 1 de noviembre de 2000    | Allen Iverson                                                                      |
| NBA 2K2  | Visual Concepts | Sega         | Dreamcast, GameCube, PS2, Xbox                                                                   | 24 de octubre de 2001     | Allen Iverson                                                                      |
| NBA 2K3  | Visual Concepts | Sega         | PS2, Xbox, GameCube                                                                              | 7 de octubre de 2002      | Allen Iverson                                                                      |
| NBA 2K4  | Visual Concepts | Sega         | PS2, Xbox                                                                                        | 21 de octubre de 2003     | Allen Iverson                                                                      |
| NBA 2K5  | Visual Concepts | Sega         | PS2, Xbox                                                                                        | 28 de septiembre de 2004  | Ben Wallace                                                                        |
| NBA 2K6  | Visual Concepts | 2K Sports    | PS2, Xbox, Xbox 360                                                                              | 26 de septiembre de 2005  | Shaquille O'Neal                                                                   |
| NBA 2K7  | Visual Concepts | 2K Sports    | PS2, PS3, Xbox, Xbox 360                                                                         | 25 de septiembre de 2006  | Shaquille O'Neal                                                                   |
| NBA 2K8  | Visual Concepts | 2K Sports    | PS2, PS3, Xbox 360                                                                               | 2 de octubre de 2007      | Chris Paul                                                                         |
| NBA 2K9  | Visual Concepts | 2K Sports    | PS2, PS3, Windows, Xbox 360                                                                      | 7 de octubre de 2008      | Kevin Garnett                                                                      |
| NBA 2K10 | Visual Concepts | 2K Sports    | PS2, PS3, PSP, Wii, Windows, Xbox 360                                                            | 6 de octubre de 2009      | Kobe Bryant                                                                        |
| NBA 2K11 | Visual Concepts | 2K Sports    | PS2, PS3, PSP, Wii, Windows, Xbox 360                                                            | 5 de octubre de 2010      | Michael Jordan                                                                     |
| NBA 2K12 | Visual Concepts | 2K Sports    | iPad, iPhone/iPod touch, PS2, PS3, PSP, Wii, Windows, Xbox 360                                   | 4 de octubre de 2011      | Michael Jordan Larry Bird Magic Johnson                                            |
| NBA 2K13 | Visual Concepts | 2K Sports    | Android, iPad, iPhone/iPod touch, PS3, PSP, Wii, Wii U, Windows, Xbox 360                        | 2 de octubre de 2012      | Derrick Rose Kevin Durant Blake Griffin                                            |
| NBA 2K14 | Visual Concepts | 2K Sports    | PS3, PS4, Windows, Xbox 360, Xbox One, Android, iPhone/iPod touch, iPad, PC                      | 1 de octubre de 2013      | LeBron James                                                                       |
| NBA 2K15 | Visual Concepts | 2K Sports    | PS3, PS4, Windows, Xbox 360, Xbox One, PC, Android, iPhone/iPod touch, iPad                      | 7 de octubre de 2014      | Kevin Durant                                                                       |
| NBA 2K16 | Visual Concepts | 2K Sports    | PS3, PS4, Windows, Xbox 360, Xbox One, PC, Android, iPhone/iPod touch, iPad                      | 29 de septiembre de 2015  | Anthony Davis1 Stephen Curry1 James Harden1 Michael Jordan2 Pau Gasol3 Marc Gasol3 |
| NBA 2K17 | Visual Concepts | 2K Sports    | PS3, PS4, Windows, Xbox 360, Xbox One, PC, Android, iPhone/iPod touch, iPad                      | 20 de septiembre de 2016  | Paul George Kobe Bryant4 Pau Gasol3                                                |
| NBA 2K18 | Visual Concepts | 2K Sports    | PS3, PS4, Windows, Xbox 360, Xbox One, PC, Android, iPhone/iPod touch, iPad                      | 19 de septiembre de 2017  | Kyrie Irving Shaquille O'Neal5                                                     |
| NBA 2K19 | Visual Concepts | 2K Sports    | PS4, Windows, Xbox 360, Xbox One, PC, Android, iPhone/iPod touch, iPad                           | 7 de septiembre de 2018   | Giannis Antetokounmpo LeBron James6                                                |
| NBA 2K20 | Visual Concepts | 2K Sports    | PS4, Windows, Nintendo Switch, Android, Xbox One                                                 | 6 de septiembre de 2019   | Anthony Davis Dwyane Wade7                                                         |
| NBA 2K21 | Visual Concepts | 2K Sports    | PS4, Windows, Nintendo Switch, Xbox One, PS5, Stadia, Xbox Series X\|S                           | 4 de septiembre de 2020   | Damian Lillard Zion Williamson Kobe Bryant4                                        |
| NBA 2K22 | Visual Concepts | 2K Sports    | PS4, Windows, Nintendo Switch, Xbox One, PS5, Stadia, Xbox Series X\|S                           | 4 de septiembre de 2021   | Luka Dončić Kareem Abdul-Jabbar Dirk Nowitzki Kevin Durant8                        |
| NBA 2K23 | Visual Concepts | 2K Sports    | PS4, Windows, Nintendo Switch, Xbox One, PS5, Stadia, Xbox Series X\|S                           | 9 de septiembre de 2022   | Devin Booker Michael Jordan2                                                       |
| NBA 2K24 | Visual Concepts | 2K Sports    | PS4, Windows, Nintendo Switch, Xbox One, PS5, Stadia, Xbox Series X\|S                           | 8 de septiembre de 2023   | Kobe Bryant9 Sabrina Ionescu10                                                     |
| NBA 2K25 | Visual Concepts | 2K Sports    | Windows, Nintendo Switch, PS4, PS5, Xbox One, Xbox Series X\|S, Arcade Edition, iOs, macOS, tvOS | 6 de septiembre de 2024   | Jayson Tatum A'Ja Wilson10                                                         |
| NBA 2K26 | Visual Concepts | 2K Sports    | Windows, Nintendo Switch, PS4, PS5, Xbox One, Xbox Series X\|S, Arcade Edition, iOs, macOS, tvOS | TBA de septiembre de 2025 | Shai Gilgeous-Alexander Carmelo Anthony11                                          |